# Tetranchyroderma weissi
Tetranchyroderma weissi är en djurart som tillhör fylumet bukhårsdjur, och som beskrevs av Todaro 2002. Tetranchyroderma weissi ingår i släktet Tetranchyroderma och familjen Thaumastodermatidae. Inga underarter finns listade i Catalogue of Life.